# Kobylanka (Petite-Pologne)
Pour les articles homonymes, voir Kobylanka.
Kobylanka est une localité polonaise de la gmina et du powiat de Gorlice en voïvodie de Petite-Pologne.